# ギララの逆襲/洞爺湖サミット危機一発
『ギララの逆襲 洞爺湖サミット危機一発』（ギララのぎゃくしゅう とうやこサミットききいっぱつ、英題：The Monster X Strikes back / Attack the G8 Summit）は、2008年（平成20年）公開の日本映画。

## 概要
かつて松竹が唯一作った怪獣映画『宇宙大怪獣ギララ』（1967年）を現代映画として41年ぶりに復活させた作品だが、怪獣の設定のみを踏襲し、物語は前作と全く異なっている。
2008年ヴェネツィア国際映画祭の出品作品としてレイトショー上映され、その後、シッチェス・カタロニア国際映画祭にも出品された。
映画の企画は洞爺湖サミットの実際の開催に便乗したものであり、全国公開より先となる2008年7月5日に北海道で先行公開された。

## あらすじ
洞爺湖サミットの開始に時をあわせるように、札幌に怪獣が出現した。逃げ帰ろうとしていた首脳達に対して、アメリカ合衆国のバーガー大統領が、「怪獣退治で、支持率アップだ!」と言ったことから、「サミット」の看板は「G8宇宙怪獣対策作戦本部」に架け替えられる。
「美しい国」を守るため、先陣を切って地球防衛軍日本支部の攻撃を仕掛けるが、ギララは日本が誇る新型対地ミサイル「はげわし」をモグモグと食べてしまう。イタリア「ローマの魂作戦（落とし穴作戦）」、ロシア、ドイツ、英国…、次々と仕掛けられる国家の威信を賭けた大作戦。しかし、宇宙怪獣ギララには何の効果もない。
そんな中、東京スポーツの記者・隅田川すみれとカメラマン・戸山三平は、湖畔の神社で不思議な一群を目撃、全人類の命運を握ることになっていく。

## 登場怪獣・メカニック

### ギララ
身長120メートル。札幌に墜落した中国の宇宙船「AACベーター号」に胞子として付着しており、周りの高熱エネルギーを吸い取って巨大化。宇宙大怪獣ギララ#ギララも参照。

### タケ魔人
身長50メートル、体重1万トン。普段は北海道の洞爺湖畔にある村の神社で祭られている。千手観音のような姿の50cmの木像で、何故か傘や消火器などを持っている。変身して巨大化する。戦闘の際には背部の6本腕がなくなり、肉弾攻撃の他、チャクラムの様な武器を用いた必殺技を使用する他、日本語の声を発する。

### メカニックなど
AACベーター号
中国籍の有人火星探査ロケット。ギララが宇宙胞子の状態でノズルに付着したことにより、航行中に札幌の市街地へと墜落した。G8からは中国製という理由で酷評されている。
船体は『宇宙大怪獣ギララ』に登場した宇宙船「AABガンマー号」に酷似しているが、エンジンや翼の形状がAABガンマー号とは大きく異なる。
特殊マイクロウェーブ波発生装置
特殊なマイクロウェーブを発生させ、地下のマグマを制御する装置。元々は地震を抑制するために開発された物。これを用いて昭和新山地下のマグマを活性化させてギララをおびき寄せようとしたが、マイクロウェーブの周波数を危険域にまで上げたため、昭和新山が噴火してしまった。
制御装置のプロップは、『ウルトラマンメビウス』に登場したレーザー砲「シルバーシャークG」のものが流用されている。
はげわし
地球防衛軍（TDF）日本支部が開発した新型対地ミサイル。装輪式の輸送起立発射機から発射される。マグマを活性化させた昭和新山を餌にギララを誘導し、そこをはげわしで攻撃するという作戦が取られたが、誘導されてきたギララに対して発射されたものの、ギララに食べられてしまった。
ポロニウム210
「史上最強の猛毒」と呼ばれる放射性物質で、ロシアによる「ポロニウム210毒殺作戦」において使用された。ロシアの科学陣が兵器として実用化したもので、これを注射された生物は数秒で死に至るとされている。ポロニウム210を詰めた砲弾がM72 LAWによってギララに撃ち込まれたが、ギララに対しては睡眠薬にしかならなかった。
実在する物質であり、KGBが暗殺に使用していたとも言われている。
ダブリンVXVIII
ドイツ軍最強の威力を持つと言われる化学兵器。「ポロニウム210毒殺作戦」によって眠ったギララに対し「ダブリンVXVIII作戦」と称して使用されたが、ギララにとっては笑気ガス程度の効果にしかならなかった。
精神破壊コイル
イギリスが「洗脳電波作戦」で使用した洗脳電波兵器。外見は巨大なヘッドフォンそのもので、ハリアーに吊り下げられて輸送される。これをギララにつけ、洗脳電波を流してギララをマインドコントロールしようと試みたが、洗脳電波によって狂ったギララが更に凶暴化したのみに終わった。
ポテドン55号
北の国が保有する核弾頭ミサイル。破壊が及ぶ範囲を半径2km以内にとどめた限定核ではあるが、ギララに命中した場合は爆発によってギララ胞子が世界中に飛散してしまう事になる。G8サミット会場に紛れ込んだ北の国の将軍によってギララへと発射されてしまった。
モデルはテポドン。
この他、イタリアが「ローマ魂作戦」で使用したF/A-18や、TDF日本支部が運用するトヨタ・ランドクルーザーやM715トラックなどが登場している。また、DVDのパッケージには日の丸を描いたCF-100が描かれているが、本編には登場しない。

## キャスト
- 隅田川すみれ - 加藤夏希
- 戸山三平 - 加藤和樹
- 伊部三蔵首相 - 福本ヒデ
- 大泉純三郎元首相 - 松下アキラ
- 脇谷老人 - 渡辺又兵衛
- アース・バーガー米大統領 - ヘイズ・ジョン
- ビーフストロガヌフ・プッチン露大統領 - アナトリ・クラスノフ
- アンジェリカ・ローベンブロー独大統領 - インゲ・ムラタ
- メイプルシロップ・ハリス加首相 - クリスト・ピエトロ
- ピッツァーノ・ピエトロ伊首相 - ロベルト・コラサンティ
- ミートパイ・ブライトマン英首相 - ウェイン・ドスター
- エスカルーゴ・ソルコジ仏大統領 - インゴ
- 北の独裁者 - ジーコ内山[注釈 1]
- KGB - リカヤ・スプナー
- イタリア軍パイロット - テビュー・ロビン
- イギリス軍パイロット - ニクラス・エリクソン
- 真一 - 藤田光斗
- 幼少の真一 - 浅野海偉
- 少年 - 吉田秀太朗
- 利雄 - 石和摂
- 村人 - 阿部能丸
- 通訳の女1 - 赤澤圭
- 通訳の女2 - 庄司ゆうこ
- 通訳の女3 - 永瀬ひかり
- 通訳の女4 - 井上晴賀
- 通訳の女5 - 河村舞子
- 通訳の女6 - 夏美れい
- 通訳の女7 - 太田衣美
- 通訳の女8 - 森下悠里
- 東スポ記者 - 南郷勇一
- 登別饅頭屋店員1 - 加藤礼次朗
- 登別饅頭屋店員2 - 姜聖士
- ギララスーツアクター - 破李拳竜
- タケ魔人スーツアクター - 岡田ゆういち
- アナウンサー - 有村昆
- リポーター1 - レイパー佐藤
- リポーター2 - こばやしあきこ
- リポーター3 - 青木将彦
- リポーター4 - 岡村洋一
- 記者1 - DAIZO
- 記者2 - 黒澤和樹
- SP1 - 松原智規
- SP2 - 大島直也
- 上野秘書官 - 小西章久
- 相馬隊長 - 國本鐘建
- 三宅隊長 - 大滝明利
- 防衛隊員1 - 松田一輝
- 防衛隊員2 - 沢北翔
- 防衛隊員3 - 石坂岳史
- 防衛隊員4 - 中村尚輝
- 防衛隊員5 - なべやかん
- 杉下隊員 - アジャ松田
- 小松隊員 - 酒井一圭
- 川西編集長 - 井上純一
- みうらじゅん（特別出演）
- リリー・フランキー（特別出演）
- 水野晴郎（特別出演）
- 佐野博士 - 和崎俊哉
- 深見博士 - 堀内正美
- 牧走村長 - きくち英一
- 森川宮司 - 中田博久
- 高峰参謀 - 古谷敏
- 木村参謀 - 黒部進
- 鳴海長官 - 夏木陽介
- タケ魔人 - ビートたけし

## スタッフ
- 製作者：鈴木忍、河崎実、叶井俊太郎
- プロデュース：鈴木政信、塩田康一
- 音楽：福田裕彦
- 主題歌：デブパレード「cosmic mind」
- 照明：岩崎豊
- 録音・整音：星一郎
- 美術：内田哲也
- 助監督：落合崇
- 製作担当：高橋誠喜
- 特撮：特撮研究所
- 特撮アドバイザー：佛田洋
- 振付：香瑠鼓
- 特殊造型：品田冬樹、坪井浩一
- 特殊メイク：梅沢壮一
- 劇中イラスト：菅原芳人
- タケ魔人デザイン：海老原優
- タケ魔人像デザイン制作：加藤礼次朗
- 新アストロボートデザイン：寒河江弘
- 音響効果・MA：スワラ・プロ
- ラボ：IMAGICA
- 撮影協力：東京スポーツ、日立物流、ロケーション御殿場、北海道ロケーション連絡室　ほか
- 製作プロダクション：リバートップ
- 製作協力：コダイ、ズーイ
- 製作総指揮：久松猛朗、秋元一孝、福井政文、藤原俊輔、浦元康彦
- 製作委員会メンバー：松竹、衛星劇場、ウェッジホールディングス、リバートップ、トルネード・フィルム、デフスターレコーズ、ファミマ・ドット・コム

## その他
- 映画評論家・映画監督である水野晴郎の遺作。本来、サブタイトルにある「危機一発」は「危機一髪」と表記すべきだが、水野が「007 ロシアより愛をこめて」の公開時に日本語タイトルを『007 危機一発』としたというエピソードから、この表記が採用された。
- ヴェネツィア国際映画祭では、北野武監督の『アキレスと亀』の上映直後に、同じ会場で上映された。
- 劇中、森下悠里の話すフランス語はとても流暢で、吹き替え用のフランス人が用意されたものの、森下の音声がそのまま使用された。
- ソルコジ・フランス大統領を演じているイラン人俳優のインゴは、フランス語が全く話せないため口パクで演じている。
- 福田裕彦によるサウンドトラックは、『ゴジラ』など多数の怪獣映画を手掛けた伊福部昭へのオマージュを基にしながら、サミット参加の8ヶ国にまつわる世界の有名楽曲を数珠つなぎに引用して構成されている。
- 本作の陣中見舞いには矢島信男特技監督や漫画家の一峰大二が訪れスタッフに感激されている[2]。
- 前作で主役の佐野を演じた和崎俊哉が同姓の佐野博士という役でゲスト出演している。